# سلوى (فلم)
سلوى هو فيلم مصري تم إنتاجه عام 1946، إخراج عبد العليم خطاب وبطولة محمود المليجي وأمينة رزق.

## فريق العمل
إخراج: عبد العليم خطاب
بطولة:
- محمود المليجي
- أمينة رزق
- إسماعيل ياسين
- روحية خالد

## روابط خارجية
- مقالات تستعمل روابط فنية بلا صلة مع ويكي بيانات